# داش‌بلاغ (شمکور)
داش‌بلاغ (به لاتین: Daşbulaq) یک منطقه مسکونی در جمهوری آذربایجان است که در شهرستان شمکور واقع شده است. داش‌بلاغ ۵۹۱ نفر جمعیت دارد.